# T Aurigae
T Aurigae, numită și Nova Aurigae 1892, a fost o novă care a explodat în 1892 în constelația Auriga (Vizitiul). A strălucit cu magnitudinea de 3.8, revenind apoi la forma inițială în 100 de zile. Astăzi, T Aurigae strălucește cu magnitudinea de 15.
A fost descoperită de Thomas David Anderson, care mai târziu a descoperit și Nova Persei 1901

## Coordonate delimitative
- Ascensie dreaptă: 05h31m58s.64
- Declinație: +30°26'45".2